# Зандгаузен (футбольний клуб)
«Зандга́узен» (нім. «SV Sandhausen») — німецький футбольний клуб із Зандгаузена. Заснований 1 серпня 1916 року.